# Петров, Евгений Андреевич (футболист)
Евге́ний Андре́евич Петро́в (род. 18 июня 1988) — российский футболист, защитник.

## Карьера
Бо́льшую часть карьеры провёл в любительских клубах «СКА-Петротрест» Санкт-Петербург (2006), «Чайка» Углич (2007), «Колпино-ИНКОН» Колпино (2008), «Строитель» Санкт-Петербург (2008), «Еврострой» Всеволожск (2009), «Руан» Тосно (2010), «Василеостровец» Санкт-Петербург (2011).
В 2008 году сыграл шесть матчей в чемпионате Эстонии в составе команды «Нарва-Транс».